# Xã Sinkin, Quận Dent, Missouri
Xã Sinkin (tiếng Anh: Sinkin Township) là một xã thuộc quận Dent, tiểu bang Missouri, Hoa Kỳ. Năm 2010, dân số của xã này là 298 người.